# Týniště (district de Plzeň-Sud)
Pour les articles homonymes, voir Týniště.
Týniště (en allemand : Tinischt) est une commune du district de Plzeň-Sud, dans la région de Plzeň, en République tchèque. Sa population s'élevait à 50 habitants en 2022.

## Géographie
Týniště se trouve à 17 km au nord-est de Klatovy, à 25 km au sud de Plzeň et à 81 km à l'ouest-sud-ouest de Prague.
La commune est limitée par Horšice au nord, par Skašov à l'est, par Měčín au sud, et par Kbel et Vlčí à l'ouest.

## Histoire
La première mention écrite de la localité date de 1379.

## Transports
Par la route, Týniště se trouve à 12 km de Přeštice, à 34 km de Plzeň et à 120 km de Prague.